# Вале Аурина
Ва̀ле Аурѝна (на италиански: Valle Aurina; на немски: Ahrntal, Арнтал) е градче и община в Северна Италия, автономна провинция Южен Тирол, автономен регион Трентино-Южен Тирол. Разположено е на 1054 m надморска височина. Населението на общината е 5884 души (към 2010 г.).

## Език
Официални общински езици са и италианският и немският. Най-голямата част от населението говори немски. В общината се говори и други романски език, ладинският.
| %     | Роден език      |
| 0,93  | Италиански език |
| 98,76 | Немски език     |
| 0,31  | Ладински език   |